# Edward Henry Corbould

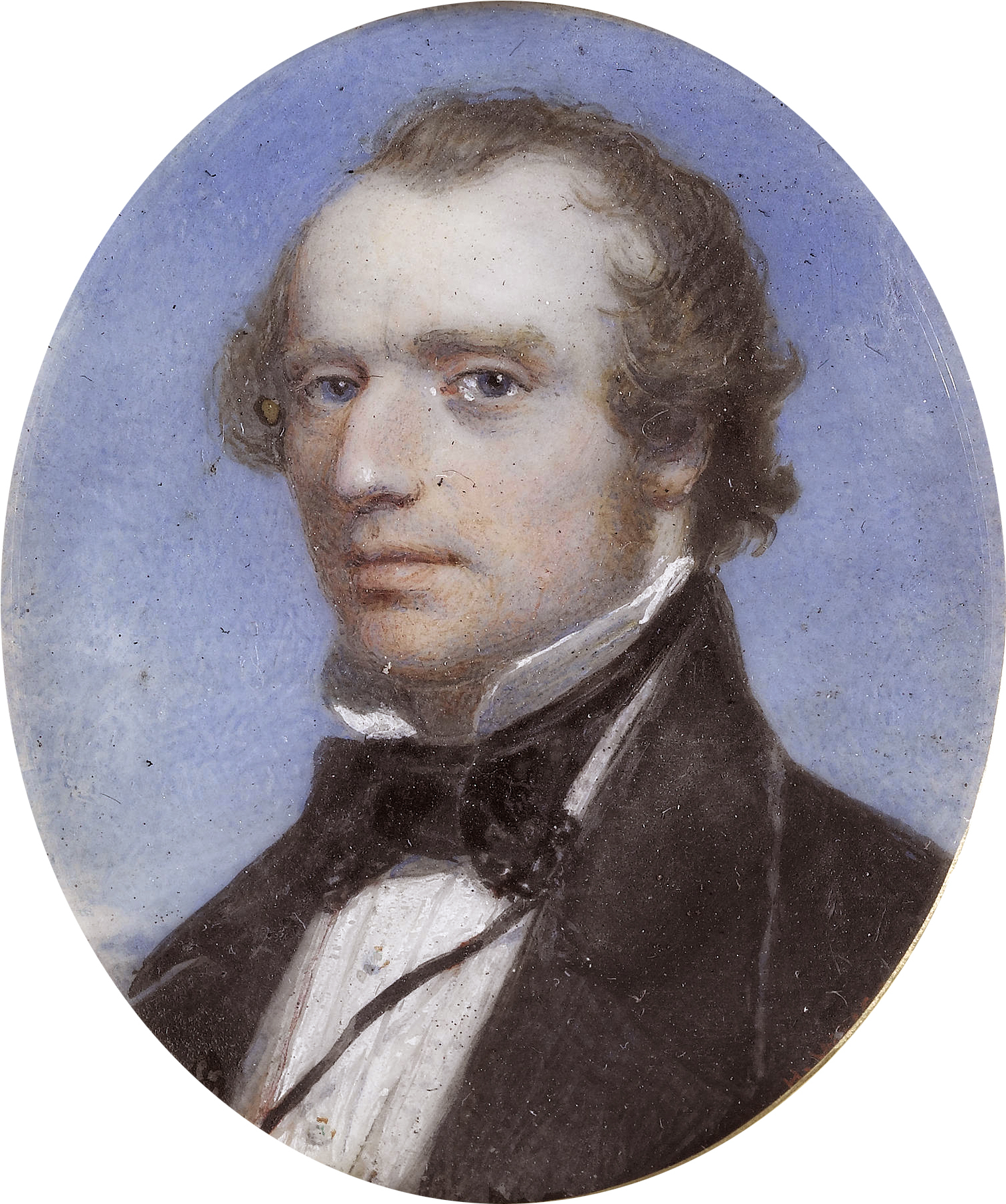

Edward Henry Corbould, född den 5 december 1815 i London, död där 18 januari 1905, var en engelsk målare. Han var son till målaren och tecknaren Henry Corbould. 
Corbould började med att teckna illustrationer, men tävlade 1843 till dekoreringen av Westminster Hall och vann pris för en stor komposition. Därpå försökte han måla fresker, men slutade som akvarellmålare. Hans arbeten i denna genre, som utmärka sig för föga vanliga dimensioner, berömmas för rikedom i färgtoner, skicklig faktur och dramatisk rörelse i kompositionen. Sådana är Pesten i London 1344, Den sköna Rosamunda, Canterbury-pilgrimerna, Bildstormarna i Basel, Salomes dans inför Herodes, Äktenskapsbryterskan, Scen ur operan "Profeten" och Arthurs död.